# Любич, Витторио
Витторио (Виктор) Любич (итал. Vittorio Gliubich; хорв. Viktor Ljubić; 18 апреля 1902, Шибеник — 20 мая 1984, Фиденца, Эмилия-Романья) — итальянский гребец. Бронзовый призёр летних Олимпийских игр 1924 года, чемпион Европы 1923 года

## Биография
Витторио Любич родился 18 апреля 1902 года в австро-венгерском городе Шибеник (сейчас в Хорватии).
Выступал в соревнованиях по академической гребле за «Диадору» из Задара.
В 1923 году завоевал золото чемпионата Европы в Комо в соревнованиях восьмёрок вместе с Луиджи Миллером, Карло Тоньятти, Шимуном Каталиничем, Пьетро Ивановым, Джузеппе Кривелли, Фране Каталиничем, Бруно Соричем и Латино Галассо.
В 1924 году вошёл в состав сборной Италии на летних Олимпийских играх в Париже. В соревнованиях восьмёрок итальянский экипаж, в который также входили Анте Каталинич, Фране Каталинич, Шимун Каталинич, Джузеппе Кривелли, Латино Галассо, Пьетро Иванов, Бруно Сорич, Карло Тоньятти, завоевал бронзовую медаль. В полуфинале он занял 1-е место с результатом 6 минут 6,0 секунды, в финале — 3-е место, уступив три четверти длины лодки завоевавшей серебро команде Канады.
Умер 20 мая 1984 года в итальянской коммуне Фиденца.